# Бариш Ардуч
Бариш Ардуч (тур. Barış Arduç, Шерцинген, 9. октобар 1987) је турски глумац и модел.

## Биографија
Бариш се родио у Шерцингену, Швајцарска, 9. октобра 1987. Има старијег брата Онура и млађег брата Мерта. Породица се преселила у Турску када је Бариш имао осам година. Први разред основне школе је завршио у Сакарији, а након разорног земљотреса у Измиту 1999, са породицом се сели у Болу, а затим и у Ускудар где је завршио средњу школу. Након тога одлучује уписати Спортску академију и добија место на Универзитету Кајсери.
Бариш се од детињства бавио разним спортовима као што су пливање, роњење, фудбал, кошарка, рукомет и кајакаштво. Члан је BVJIN борилачког клуба. Говори 3 језика: турски, енглески и италијански.
Професионалну каријеру као глумац започео је 2009. године након што је упознао познату турску глумицу Ајлу Алган.

## Филмографија
| Година:    | Српски назив:         | Оригинални назив: | Улога:            | Жанр:  |
| ---------- | --------------------- | ----------------- | ----------------- | ------ |
| 2020.      | /                     |                   | Арик Боке Ерденет | серија |
| 2019.      | /                     |                   | Кузгун Џебеџи     | серија |
| 2017.      | /                     |                   | Мерт              | филм   |
| 2015—2017. | Заљубљени нежења      |                   | Омер Ипликчи      | серија |
| 2015.      | /                     |                   | Текин Атан        | серија |
| 2014.      | /                     |                   | Емин              | филм   |
| 2014.      | /                     |                   | Џемил             | филм   |
| 2013—2014. | Ајшен — златарева кћи |                   | Селим Барјактар   | серија |
| 2012.      | Не брини за мене      |                   | Ахмет Авџиоглу    | серија |
| 2011.      | /                     |                   | Синан             | серија |
| 2011.      | /                     | Dinle sevgili     | Хакан             | серија |
| 2011.      | Госпођица             | Küçük hanımefendi | Џенк Азизолу      | серија |